# Maison du Pilier Saint-Étienne
La maison du Pilier Saint-Étienne est une ancienne demeure particulière dans la commune de Chinon, dans le département français d'Indre-et-Loire.
Cette maison détruite en 1975 possédait un poteau cornier en bois sculpté représentant la lapidation de saint Étienne.

## Localisation
La maison du Pilier Saint-Étienne se situait au nord de l'église Saint-Étienne, entre celle-ci et la rue Jean-Jacques-Rousseau. Elle formait l'angle oriental de cette rue (au no 91) et de la rue Philippe-de-Commines. Son emplacement est occupé par le square Henri-Dunant.

## Histoire
La façade de l'église Saint-Étienne est terminée entre 1477 et 1483. La construction de la maison du Pilier Saint-Étienne, appuyée contre cette façade, est postérieure à cette date. Jusqu'à la Révolution française, le rez-de-chaussée de cette maison est réputé abriter une boutique de parcheminerie fournissant notamment les élèves du collège royal de Chinon.
La maison elle-même est partiellement inscrite comme monument historique par arrêté du 1er juin 1927. Elle est détruite en 1975 et 1976.

## Description
La maison, et notamment l'escalier permettant d'accéder aux étages, est contiguë à l'église. Elle possède une façade en pans de bois moulurés et en briques, ces dernières étant, au début du XXe siècle, recouvertes d'un enduit.
La partie supérieure du pilier cornier en bois situé à l'angle nord-ouest de la maison est sculptée et représente un groupe de personnages. Parmi eux, Étienne, à genoux et au premier plan, est frappé par un autre homme qui se tient derrière lui.

## Pour en savoir plus